# Christina Schwanitz
Christina Schwanitz (24. december 1985 i Dresden, Østtyskland) er en tysk kuglestøder.
Schwanitz var bronzemedaljør i kuglestød ved junior-EM 2004 med 16,52 m og var sølvmedaljør ved U23-EM året efter med 18,64 m. Ved EM indendørs 2011 i Paris, vandt hun sølvmedaljen med et stød på 18,65 m.

## Personlige rekorder
- Kuglestød: 19.31 m, 8. juni 2008 Schönebeck Tyskland
- Kuglestød-inde: 19.68 m 28. februar 2008 Chemnitz, Tyskland